# Kováčová (powiat Rożniawa)
Kováčová (węg. Koskovácsvágása) – wieś (obec) w powiecie Rożniawa, w kraju koszyckim, na Słowacji. Powierzchnia 13,82 km², 62 mieszkańców (2016).

## Położenie
Leży 17 km na wschód od Rożniawy, na wysokości 454 m n.p.m., w górnej części doliny potoku Čremošná, w tzw. Bruździe Borczańskiej.

## Historia
Po raz pierwszy wspominana w 1346 r. jako wieś przynależna do feudalnego "państwa" z siedzibą na zamku Krásna Hôrka, wówczas będącego w rękach rodu Bebeków. Z końcem XV w. osiedlili się tu pasterze wołoscy, a wieś stała się siedzibą lokalnego wojewody wołoskiego (wajdy). W okresie okupacji tureckiej w XVII w. wieś została tak zniszczona, że po 1720 r. musiała być ponownie osiedlona. Mieszkańcy trudnili się hodowlą, pracą w lesie, wydobyciem rud żelaza, a także pracowali w zakładach hutniczych w Bôrce i Drnavie. Obecnie znajdują zatrudnienie głównie w leśnictwie i niedalekiej Rożniawie.
W pobliżu kościoła, u podnóży północnych zboczy krasowego Płaskowyżu Górnego Wierchu, znajduje się znane Kováčovskie Wywierzysko o wydajności 30 l/s.

## Zabytki
- Kościół katolicki pw. św. Franciszka Ksawerego wzniesiony w latach 1864–1866, neogotycki. Odnawiany w 1900 r. Wyposażenie wnętrza z okresu budowy kościoła. Przykładami ludowej rzeźby są dwa krzyże procesyjne z połowy XIX w. oraz figura Matki Boskiej z końca XVIII w.